# Urania (genre)
Pour les articles homonymes, voir Urania.
Genre

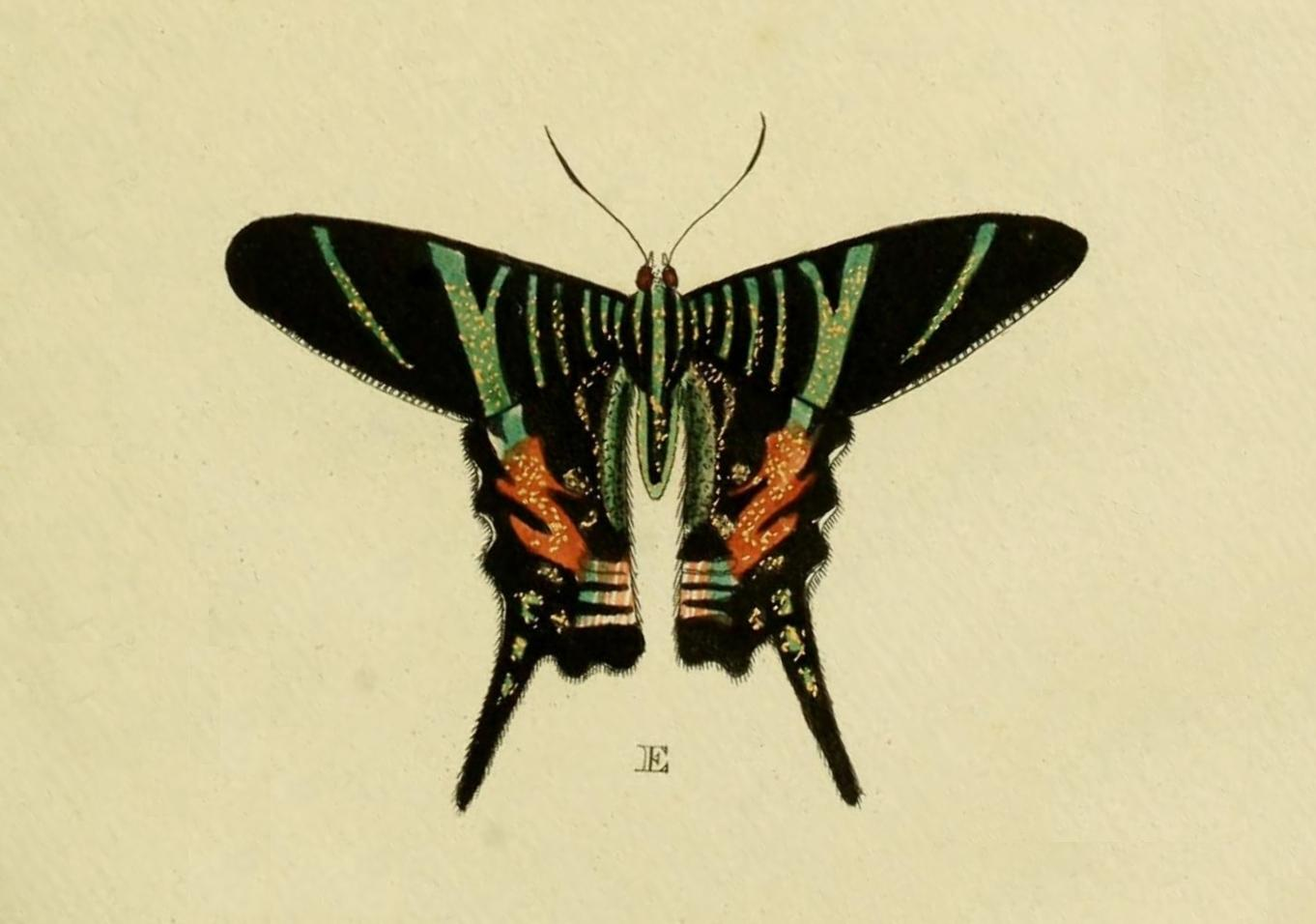
L' espèce éteinte Urania sloanus dans "De uitlandsche kapellen: voorkomende in de drie waereld-deelen Asia, Africa en America" par Cramer et Stoll (1775 - 1791).

Urania est un genre de lépidoptères (papillons) de la super-famille des Geometroidea, de la famille des Uraniidae, et de la sous-famille des Uraniinae. C'est le genre type pour la famille des Uraniidae. 

## Systématique
- Le genre Urania a été décrit par l'entomologiste danois Johan Christian Fabricius en 1807[1].
- L'espèce type pour le genre est Urania leilus (Linnaeus 1758).

### Synonymie
- Urania (Illiger], 1807)[2]
- Lars Hübner, [1807][3]
- Cydrus Billberg, 1820[4]
- Cydimon Dalman, 1825[5]
- Leilus Swainson, 1833[6]
- Dasycephalus Walker, 1854[7]
- Uranidia Westwood, 1879[8]

## Taxinomie
Liste des espèces
- Urania boisduvalii (Guérin-Meneville, 1829)
- Urania leilus (Linnaeus, 1758).
- Urania fulgens (Walker, 1854).
- Urania sloanus (Cramer, 1779) espèce éteinte à la fin du XIXe siècle.

Urania leilus brasiliensis (Swainson, 1833) et Urania fulgens poeyi (Herrich-Schäffer, 1866) sont parfois considérés comme des espèces à part entière mais des recherches récentes montrent qu'il s'agit bien de sous-espèces. 

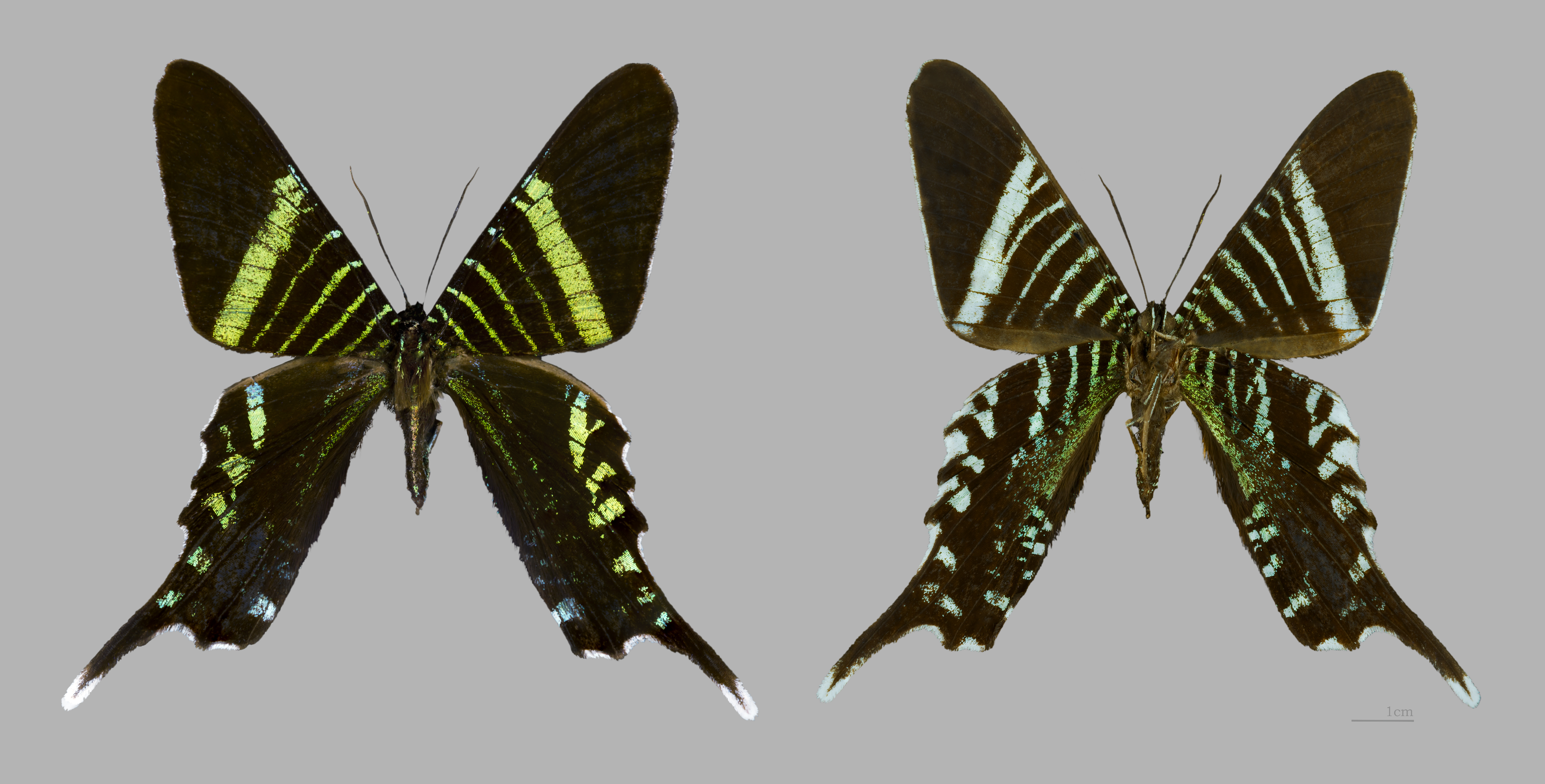
Urania fulgens
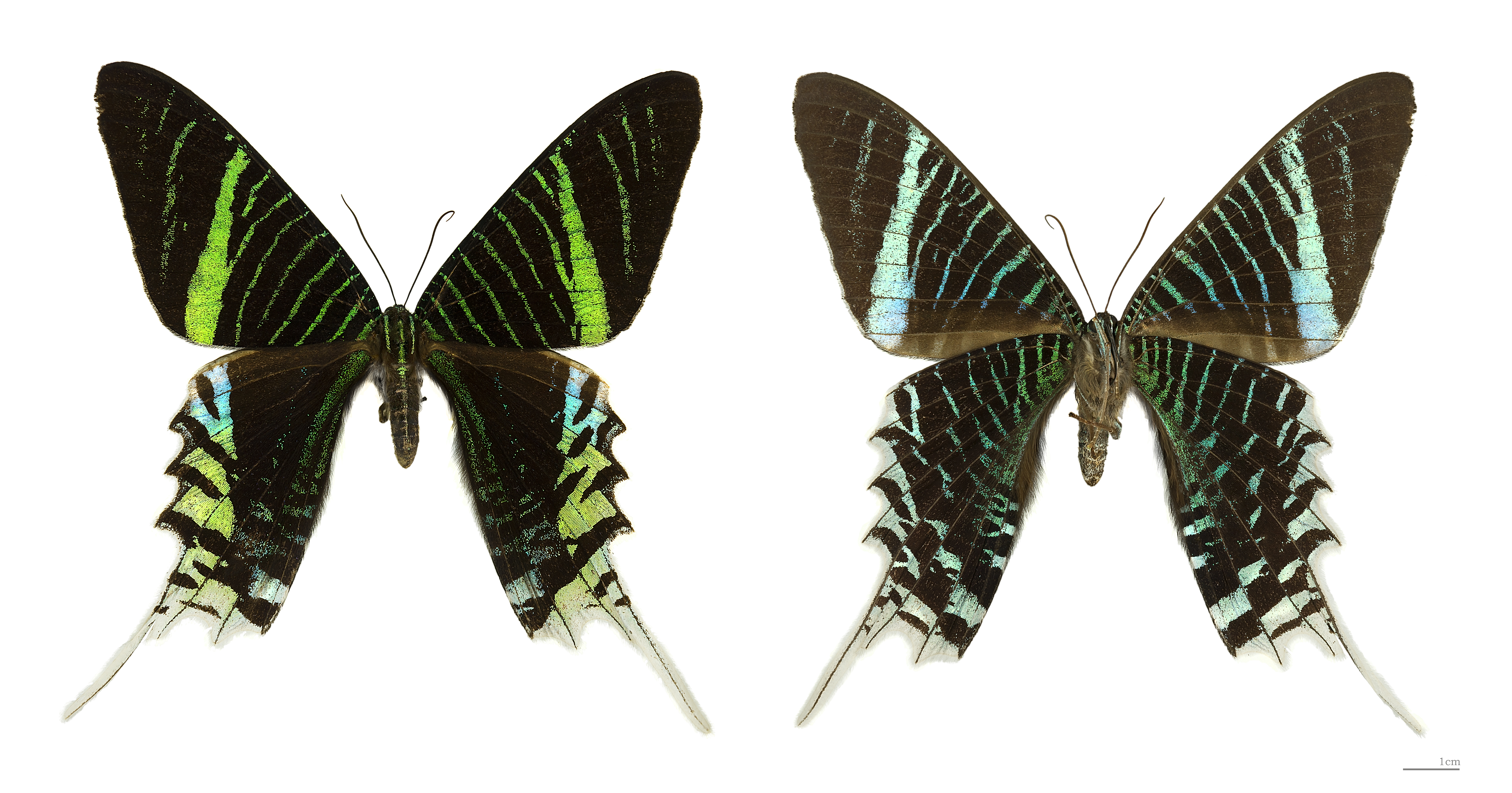
Urania leilus

## Caractéristiques
Les espèces composant le genre Urania sont migratrices, elles résident en Amérique du Sud.

### Source
- (en) funet